# Pol (Baralla)
Pol (llamada oficialmente Santa María de Pol) es una parroquia y una aldea española del municipio de Baralla, en la provincia de Lugo, Galicia.

## Clima
Goza de un clima templado-húmedo pero muy sano. 

## Geografía
La veiga de Pol se encuentra regada por el río Ricobo que nace en las faldas del monte da Pena do Pico (Pico da Pena) 

## Historia
Santa María de Pol fue una de las primeras aldeas del Concello de Baralla en contar con luz eléctrica y agua canalizada; es y sigue siendo gran proveedora de emigrantes.

## Organización territorial
La parroquia está formada por una entidad de población:
- Pol

## Demografía
| Gráfica de evolución demográfica de Pol entre 2000 y 2019 |
|                                                           |
| Datos según el nomenclátor publicado por el INE.          |